# Giovanni Agnelli (1866–1945)
Giovanni Agnelli, född 13 augusti 1866, död 16 december 1945, var en italiensk industrialist och grundare av Fiatkoncernen. Han var far till Edoardo Agnelli.
Agnelli växte upp i Villar Perosa i Piemonte och studerade vid Collegio San Giuseppe i Turin. 1895 blev han borgmästare i Villar Perosa. Fiat grundades 1899 av Giovanni Agnelli, Bricherasio och Carlo Bisacaretti. Fiat utvecklades snabbt till en stor industrikoncern då man började med skeppsbyggeri, flyg- och fartygsmotorer och järnväg. Agnelli var vd för Fiat från 1900 och var ordförande 1920–1943.